# 李友棠
李友棠（?—?），字苕伯，又字西華，號適園，江西臨川人，清朝官員。
乾隆十年（1745年）乙丑科進士。選庶吉士，散館授編修。改福建道監察御史。乾隆二十一年（1756年）以刑科掌印給事中提督福建學政，并任巡視臺灣監察御史。歷升鴻臚寺少卿、太僕寺少卿、光祿寺卿、宗人府府丞、內閣學士等職。官至工部右侍郎。曾任四庫全書館副總裁。